# 反应时
反应时（reaction time，简称RT）是心理学中最常用的反应变量之一，它不是指执行反应的时间，而是指刺激施于有机体之后到明显反应开始所需要的时间，即刺激-反应的时间间隔。任何心理活动都需要一定时间。因此几乎所有的心理学研究，都可以应用反应时的原理和方法。反应时相关研究推动了认知心理学和实验心理学的发展。

## 相关实验

### 内隐联系测验
内隐联系测验 (Implicit Association Test, IAT) 是一个基于反应时的对相关的两概念间联系紧密程度的一种测量。在实验任务中，被试需要对代表目标概念，诸如种族（白人、黑人），的词语或图片，和具有积极或消极性价的属性概念做出归类（通常是电脑屏幕左右方所提示的两个类别）。每个目标概念的类别将分别与积极或消极的属性概念相配对。对一种配对的更快的归类则表明该配对具有更强的联系或更容易被归在一起（例如，更快地对狗的概念与积极的概念的配对做出归类），因此就对此概念（狗）持相似的积极或消极的态度。

### 斯特鲁普效应
斯特鲁普效应，是由美国的实验心理学家约翰·莱德利·斯特鲁普于1935年提出的效应。实验中，将一个颜色的名称（例如“蓝色”、“绿色”、“红色”、“橘色”）以不是它所代表的颜色显示时（例如文字“红色”以绿色油墨显示，而非红色油墨；或是文字“橘色”是以蓝色油墨显示而非橘色油墨），对比于文字及其颜色一致时，前者必须花较长的时间来辨识文字的颜色，而且辨识过程也更容易出错。